# Светска ционистичка организација
Светска ционистичка организација (хебр. הַהִסְתַּדְּרוּת הַצִּיּוֹנִית הָעוֹלָמִית), скраћено СЦО, је невладина организација која промовише ционизам. Основана је као Ционистичка организација (ЦО; 1897—1960) на иницијативу Теодора Херцла у првом Светском ционистичком конгресу, који се догодио августа 1897. у Базелу у Швајцарској. Циљеви ционистичког покрета били су постављени у Базелском програму.
Под окриљем СЦО делују организације које себе дефинишу као ционистичке, као нпр. Женска међународна ционистичка организација, Хадасах женска ционистичка организација Америке, Б’неј Б’рит, Макаби, Међународна сефардска федерација, Светски савез јеврејских студената (ССЈС) и тако даље.
Јеврејска агенција за Израел је паралелна организација са циљеви, атрибути и вођства слични као ти Ционистичке организације током годинама пре оснивање Државе Израел, а у различитом степену после тога. Значајне промене статута обе организације догодиле су се 1952, 1970. и 1979. године.

## Историја
Основана је као Ционистичка организација (транслит.) или ЦО 1897. године у Првом ционистичком конгресу, одржан од 29. до 31. августа у Базелу у Швајцарској. ЦО-ове новине Ди велт су почеле у циркулацији исте године. Организације је мењала њено име на Светска ционистичка организација јануара 1960. године, када је нови устав био у снази.
ЦО је служила као кровна организација за Ционистичког покрета, чији је циљ био стварање јеврејске државе на територији Земље Израел – која је за то време била под Османском царством и после Првог светског рата Мандат за Палестину. Када је Израел прогласио независност 51 година касније, 14. маја 1948. године, многе од његових нових административних институција су већ биле на месту, које су се развиле током редовних ционистичких конгреса претходних деценија. Неке од ових институција су остале до данас.
Финансије СЦО водио је Јеврејски колонијални фонд (основан 1899. године), а прибављање земљишта је спровео Јеврејски национални фонд (основан 1901. године).Керен Хајесод (основан 1920. године) је финансирао ционистичке и јишувске активности пре оснивања државе Израела преко предузећа као што су Палестинска електрична компанија, Палестинска поташка компанија и Англо-палестинска банка.
Чланство у ЦО-у било је дозвољено свим Јеврејима, а право гласа за делегате на конгресима обезбеђено је куповином „ционистичког шекела“, т.ј. чланарина или донација именована по древном јеврејском кованицом, шекел. Делегације широм света и из много различитих политичких идеологија и религијских традиција су били у присуству сваког конгреса; делегације/странке су биле груписане зависно од политичке идеологије уместо географије.
1960. године ЦО је променила своје име на Светска ционистичка организација и усвојила нови устав према којем појединци немају право на чланство, што је резервисано за организације.
2010. године, раби Јосеф Шалом Ељашив објавио је писмо у којем критикује Шас због чланства у СЦО-у. Написао је да странка „окреће леђа основама јеврејства Хареди у протеклих сто година. Он је упоредио овај потез са одлуком Мизрахи покрета да се придружи СЦО [пре више од сто година], што је био одлучујући фактор у њихово одвајање од „аутентичног Тора јудаизма”.

## Председници
| Редни број | Слика | Име                    | Мандат        |
| ---------- | ----- | ---------------------- | ------------- |
| 1.         |       | Теодор Херцл           | 1897. – 1904. |
| 2.         |       | Макс Нордау (в.д)      | 1904. – 1905. |
| 3.         |       | Давид Волфсон          | 1905. – 1911. |
| 4.         |       | Ото Варбург            | 1911. – 1921. |
| 5.         |       | Хаим Вајцман           | 1921. – 1931. |
| 6.         |       | Нахум Соколов          | 1931. – 1935. |
| (5)        |       | Хаим Вајцман           | 1935. – 1946. |
| 7.         |       | Нахум Голдман          | 1946. – 1948. |
| 8.         |       | Давид Бен Гурион (в.д) | 1948. – 1956. |
| (7)        |       | Нахум Голдман          | 1956. – 1968. |
| 9.         |       | Ехуд Авријел           | 1968. – 1972. |
| 10.        |       | Това Дорфман           | 2023. – сада  |

## Председавајући
| Редни број | Слика | Име               | Мандат                             |
| ---------- | ----- | ----------------- | ---------------------------------- |
| 1.         |       | Сајмон Гринберг   | 1963. – 1968.                      |
| 2.         |       | Луис Арије Пинкус | 1968. – 1972.                      |
| 3.         |       | Јичак Навон       | 1972. – 1978.                      |
| 4.         |       | Арије Дулцин      | 1978. – Децембар 1987.             |
| 5.         |       | Симча Диниц       | Децембар 1987. – 14. фебруар 1994. |
| 6.         |       | Јехијел Лекет     | 14. фебруар 1994. – Фебруар 1995.  |
| 7.         |       | Аврахам Бург      | Фебруар 1995. – 25. фебруар 1999.  |
| 8.         |       | Салај Меридор     | 25. фебруар 1999. – 2005.          |
| 9.         |       | Зе'ев Бијелски    | 2005. – 2009.                      |
| 10.        |       | Аврахам Дувдевани | 2010. – 2020.                      |
| 11.        |       | Јаков Хагоел      | 2020. – сада                       |

2009. године, Натан Шарански био је изабран као вођа Јеврејске агенције и Аврахам Дувдевани као председавајући СЦО у 36. Светском ционистичком конгресу 15. јуна 2010.

## Јерусалимски програм
Платформа СЦО је Јерусалимски програм. Ционистички савет, који се састао у Јерусалиму јуна 2004. године је усвајао овај текст као најновија верзија.
Ционизам, национални покрет слободе јеврејског народа, довео је до оснивања Државе Израел, и види јеврејску, ционистичку, демократску и безбедну Државу Израел да буде израз заједничке одговорности јеврејског народа за њен континуитет и будућност.
Темељи ционизма су:
- Уједињеност јеврејских њуди, веза са историјском домовином Ерец Јисраел и централност Државе Израела и њеног главног града Јерусалим, у животом нације;
- Алија до Израела са свих држава и ефективна имиграција свих имигранта у израелском друштвом.
- Ојачавање Израела као јеврејска, ционистичка и демократска држава и обликујући као узорно друштво са другачијем моралном и духовном карактеру, обележено узајамним поштовањем вишеструког јеврејског народа, укорењеног у визији пророка, који тежи миру и доприноси бољитку света.
- Обезбеђивање будућности и посебности јеврејског народа унапређењем јеврејског, хебрејског и ционистичког образовања, неговањем духовних и културних вредности и подучавањем хебрејског као националног језика;
- Неговање међусобне јеврејске одговорности, одбрана права Јевреја као појединца и као нације, представљање националних ционистичких интереса јеврејског народа и борба против свих манифестација антисемитизма;
- Насељавање земље као израз практичног ционизма.— Јерусалимски програм

## Пројекти и иницијативе
Светска ционистичка организација састоји се од неколико одељења. Одељење за афере дијаспоре служи за ојачање ционистичког идентитета међу младим Јеврејима.
Одељење за промоције алије служи за отивисање и помоћ Јеврејима у процесу имиграције до Израела, учење хебрејског језика и ојачање везе између јеврејске дијаспоре и Државе Израел.
Одељење за активности у Израелу и борбу против антисемитизма служи за ојачање јеврејско-ционистичког идентита међу Израелцима и борбу против антисемитизма.
Одељење за образовање служи за ојачање јеврејско-ционистичког идентитета и успостављање везе између Државе Израел и јеврејске дијаспоре преко хебрејског језика и образовног садржаја у формалним и неформалним образовним системима у Израелу и јеврејској дијаспори.